# Edmée Chandon

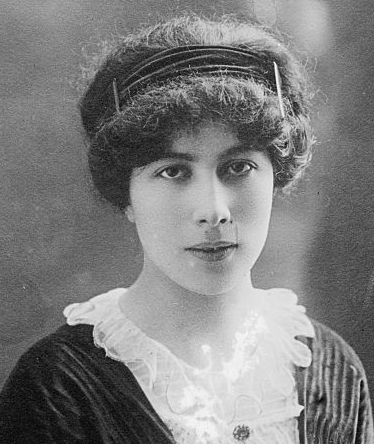
Édmée Chandon

Édmée Chandon (* 21. November 1885 in Paris, Frankreich; † 8. März 1944 ebenda) war eine französische Astronomin. 1912 arbeitete sie als erste professionelle Astronomin in Frankreich am Pariser Observatorium. Sie war auch die erste Französin, die 1930 in Mathematik promovierte.

## Leben und Werk
Chandon war das älteste von fünf Kindern von Marie Duhan und dem Kaufmann François Chandon. Sie studierte Mathematik, erwarb 1903 den Bachelor of Arts and Science und schloss 1906 ihr Studium der Mathematik an der Faculté des sciences de Paris ab. 1908 begann sie als Praktikantin am Pariser Observatorium zu arbeiten. Hier lernte sie Jean Jacques Trousset kennen, der 1909 dem Team beitrat. Sie heiratete ihn 1910, ließ sich aber 1911 von ihm scheiden. 1912 wurde sie zur Adjutanten Astronome et Attachéeam am Pariser Observatorium ernannt und damit zur ersten professionellen Astronomin in Frankreich. Zu dieser Zeit wurde als eine weitere Frau die Amerikanerin Dorothea Klumpke in das Observatorium aufgenommen, die jedoch nur die Genehmigung hatte, die Materialien dieser Einrichtung zu verwenden.
Chandon präsentierte das Pariser Observatorium am 22. Juni 1914 am Fête du Soleil, das von der  Société astronomique de France am Eiffelturm organisiert wurde. Ab 1916 war sie verantwortlich für das Prismenastrolab von Claudet und Driencourt, über das sie 1935 zusammen mit dem französischen Ingenieur André Gougenheim einen Standard-Referenztext veröffentlichte. In den 1920er Jahren arbeitete sie an Messungen von Doppelsternen, die sie vom Westturm des Pariser Observatoriums aus beobachtete. 1924 wurde sie zur stellvertretenden Astronomin des Observatoriums ernannt.
1930 promovierte sie in Mathematik mit der Dissertation:  Recherches sur les marées de la Mer Rouge und  du Golfe de Suez. In dieser Arbeit zeigte sie, dass die Gezeiten des Roten Meeres und des Golf von Suez einen typischen Fall einer stehenden Welle darstellen. Sie ging am 1. Oktober 1941 in den Ruhestand, da am 11. Oktober 1940 ein Gesetz eingeführt wurde, nach dem Frauen über 50 in den Ruhestand treten müssen. Am 17. Mai 1943 schlug die französische Akademie der Wissenschaften vier Kandidaten für das Amt des Titelastronomen des Pariser Observatoriums vor, darunter auch Chandon. Sie starb am 8. März 1944 in ihrem Haus in Paris.
1919 wurde sie von der Französischen Mathematischen Gesellschaft als Mitglied aufgenommen. Sie war die erste Französin, die als Mitglied in der Internationalen Astronomischen Union aufgenommen wurde. Der 1935 von dem belgischen Astronomen Eugène Delporte entdeckte Asteroid (1341) Edmée wurde ihr zu Ehren benannt.